# Daisuke Ichikawa
Daisuke Ichikawa (n. 14 mai 1980) este un fotbalist japonez.

## Statistici
| Japonia | Japonia | Japonia |
| An      | Meciuri | Goluri  |
| ------- | ------- | ------- |
| 1998    | 1       | 0       |
| 1999    | 0       | 0       |
| 2000    | 0       | 0       |
| 2001    | 0       | 0       |
| 2002    | 9       | 0       |
| Total   | 10      | 0       |